# Chilades
Genre
Chilades est un genre de lépidoptères de la famille des Lycaenidae et de la sous-famille des Polyommatinae.

## Systématique et phylogénie
Le genre Chilades a été décrit par l'entomologiste britannique Frederic Moore en 1881.
Son espèce type est Papilio lajus Stoll, [1780].
Ce genre est classé dans la famille des Lycaenidae, la sous-famille des Polyommatinae et la tribu des Polyommatini.
Certains auteurs synonymisaient avec lui les genres Luthrodes et Freyeria, aujourd'hui considérés comme distincts à la suite d'études de phylogénétique moléculaire. Chilades s'avère être le groupe frère de Luthrodes, et leurs deux lignées ont divergé il y a environ 6 millions d'années.

## Distribution géographique
Le genre Chilades est répandu en Afrique et en Asie du Sud et du Sud-Est.

## Liste des espèces
D'après Funet et Talavera et al. (2013) :
- Chilades alberta Butler, 1901 — Ouganda.
- Chilades eleusis (Demaison, 1888) — Afrique.
- Chilades elicola (Strand, 1911) — Éthiopie, Sud de l'Arabie.
- Chilades evorae Libert, Baliteau & Baliteau, 2011 — Cap-Vert.
- Chilades kedonga (Grose-Smith, 1898) — Afrique de l'Est.
- Chilades lajus (Stoll, [1780]) — de l'Inde à Taïwan et aux Philippines.
- Chilades naidina (Butler, [1886]) — Afrique, Arabie.
- Chilades parrhasius (Fabricius, 1793) — Arabie, Inde, Sri Lanka.
- Chilades roemli Kalis, 1933 — Java.
- Chilades saga Grose-Smith, 1895 — Timor.
- Chilades serrula (Mabille, 1890) — Sénégal.
- Chilades yunnanensis Watkins, 1927 — Yunnan.

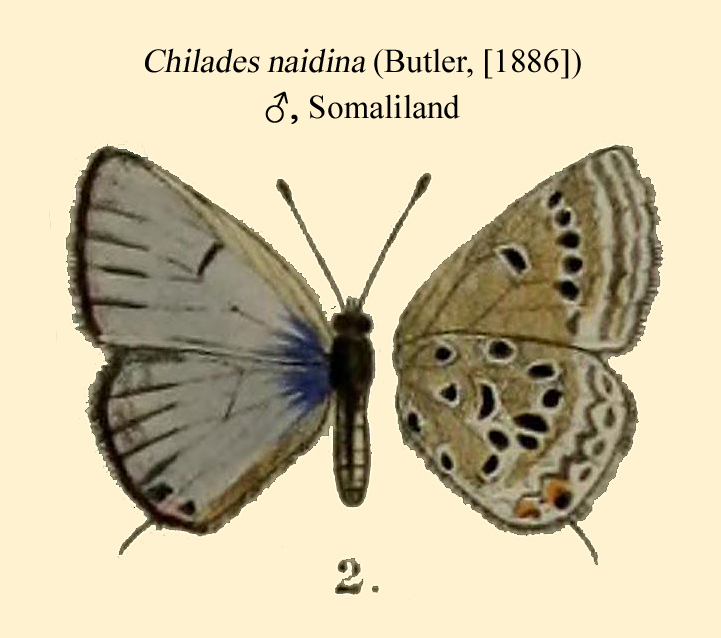
Chilades naidina
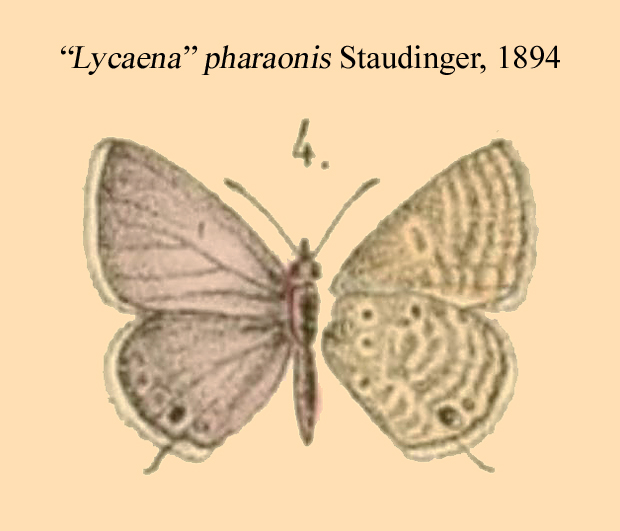
Chilades eleusis
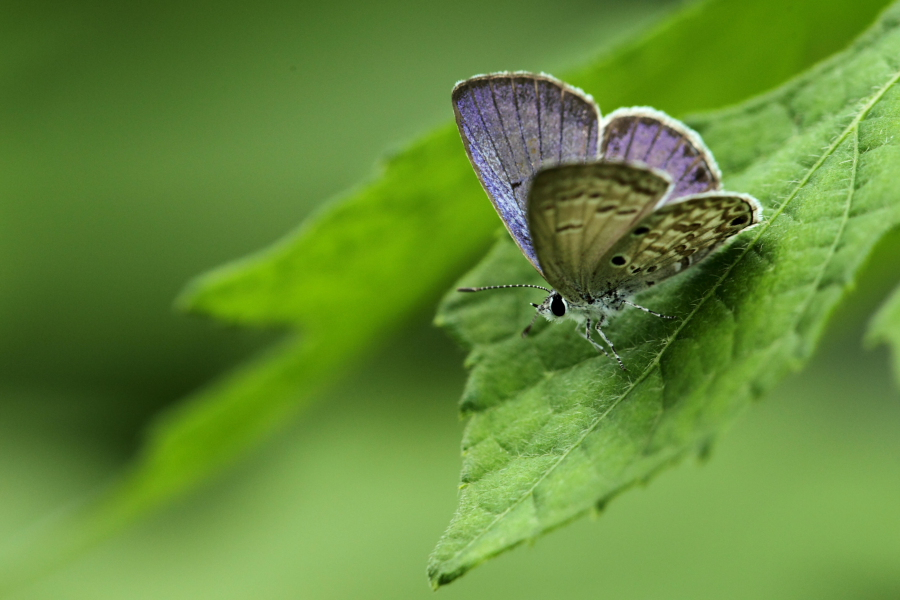
Chilades lajus
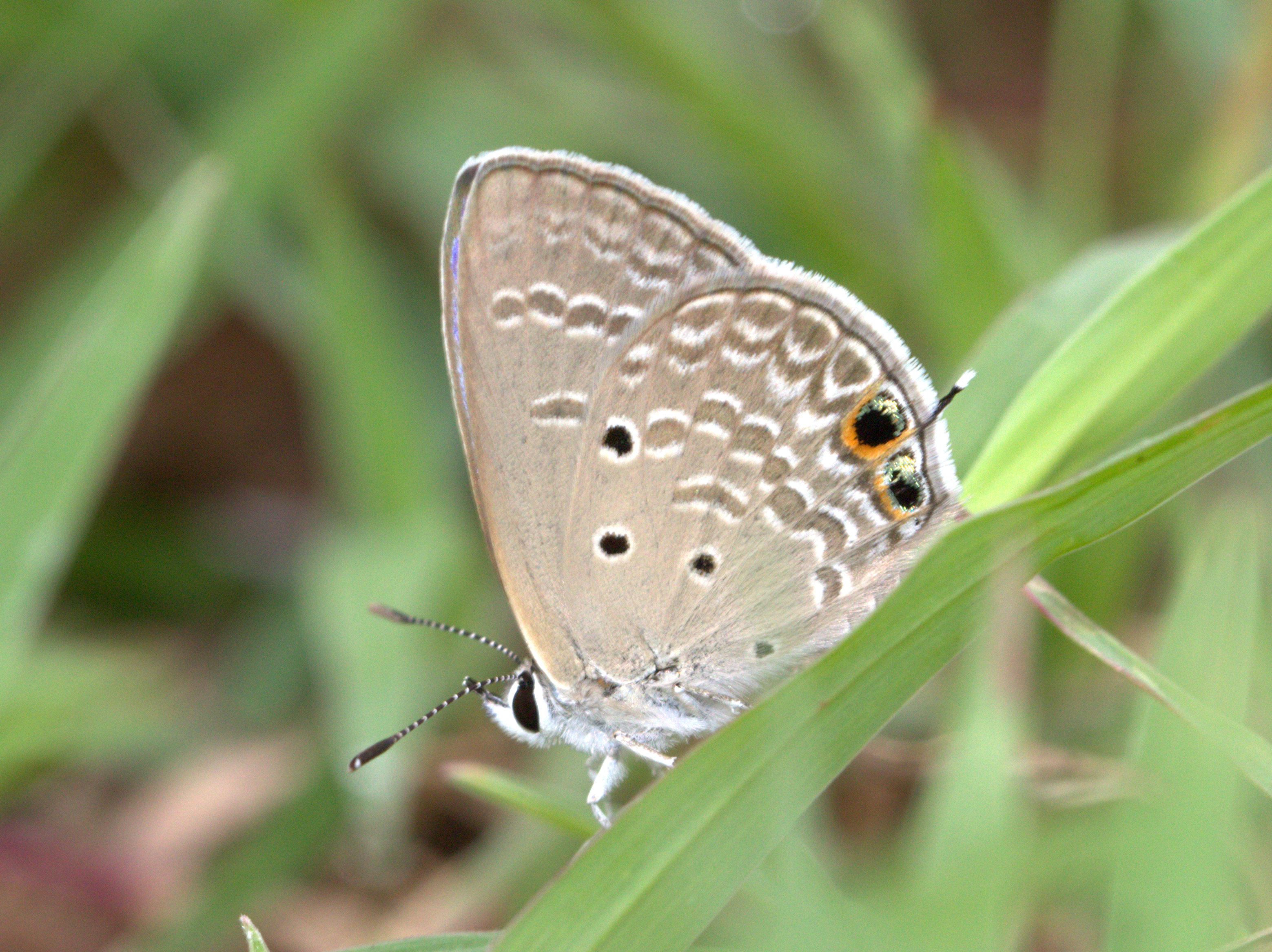
Chilades parrhasius